# Klim (rejon iwiejski)
Klim (biał. Клім; ros. Клим) − chutor na Białorusi, w obwodzie grodzieńskim, w rejonie iwiejskim, w sielsowiecie Ejgirdy.

## Historia
W czasach zaborów zaścianek w gminie Holszany, w powiecie oszmiańskim, w guberni wileńskiej Imperium Rosyjskiego. W 1866 roku  w 1 domu zamieszkiwało 15 osób, drugi. W 1905 roku dwa zaścianki, pierwszy liczył 15 mieszkańców, 20 dziesięcin własność Ejsmontów, drugi liczył 89 mieszkańców, 197 dziesięcin.
W latach 1921–1945 zaścianek leżał w Polsce, w województwie wileńskim, w powiecie oszmiańskim, w gminie Holszany.
W 1931 w 17 domach zamieszkiwały 133 osoby.
Wierni należeli do parafii rzymskokatolickiej w Bohdanowie. Miejscowość podlegała pod Sąd Grodzki w Holszanach i Okręgowy w Wilnie; właściwy urząd pocztowy mieścił się w Bohdanowie.